# 真帶天竺鯛
真帶天竺鯛（学名：Taeniamia macroptera），又名真長鰭天竺鯛、大面側仔、大目側仔，为輻鰭魚綱鈎頭魚目天竺鯛科帶天竺鯛屬下的一个种，分布於東印度洋至西太平洋海域，深度2至20公尺，本魚體延長，呈橢圓形，體稍側扁，頭大、眼大、口大且斜裂，頜齒細小，鋤骨和腭骨通常具齒，舌上無齒，前鰓蓋骨邊緣具鋸齒，鰓蓋骨後緣棘不發達，體被弱櫛鱗，體側具有數條橙色細橫紋，尾柄部有一黑色圓斑，背鰭硬棘7枚、背鰭軟條9枚、臀鰭硬棘2枚、臀鰭軟條13-15枚，體長可達9.5公分，棲息在河口或有遮蔽且枝狀珊瑚生長的海灣，夜間成群活動，屬肉食性，以浮游生物為食，繁殖期時，雄魚具有口孵習性，卵約7日化成仔魚，由雄魚吐出，具短暫的仔魚飄浮期，生活習性不明。